# كبس مسحوق الخزف
تستخدم طريقة كبس مسحوق السيراميك لتصنيع منتجات الطمي وغيرها ومنها السيراميك الكهربي والسيراميك المغناطيسي وبعض منتجات الطوب الحراري. حيث يتم إحضار كتلة من المسحوق تحتوي على نسبة قليلة من المياه أو أي مادة رابطة أخرى ويتم الضغط عليها أو كبسها داخل قالب له الشكل المطلوب الحصول عليه حتى تصل للشكل المطلوب. يتم تقليل حجم الفراغات بين الجزيئات وزيادة مقدار الضغط الواقع على المسحوق عن طريق استخدام مسحوق مكون من خليط من الجزيئات المحببة الخشنة والناعمة بنسب مناسبة. لايحدث تغير بلاستيكي للجزيئات خلال عملية الكبس كما يحدث عند كبس برادة المعدن. وتعتبر عملية تزييت جزيئات المسحوق عند احتكاكها بالجزيئات الأخرى خلال عملية الكبس من الفوائد الأساسية للمادة الرابطة.
يوجد ثلاث أنواع من عمليات الكبس هي كبس احادي المحور، كبس هيدروستاتيكي (يتم الحصول على الضغط الواقع على المسحوق باستخدام الموائع) والكبس عند درجات الحرارة المرتفعة.
في حالة الكبس أحادي المحور يتم كبس المسحوق في اسطمبة معدنية عن طريق الضغط على المسحوق في اتجاه ثابت لهذا تسمي أحادية المحور. تأخد القطعة المتكونة شكل الاسطمبة التي يتم إجراء عملية الضغط خلالها. تستخدم هذه الطرقة في إنتاج المنتجات ذات الأشكال البسيطة ولكن معدل الإنتاج لها مرتفع وليست مكلفة من ناحية المال والوقت.
في حالة الكبس عن طريق الضغط بواسطة المائع (الهيدروستاتيكي) يتم وضع المسحوق في وعاء مطاطي ويتم التاثير بضغط عن طريق مائع ما بمقدار متساوي في جميع الجهات. هذه الطريقة يمكنها إنتاج أشكال أكثر تعقيدا من الطريقة السابقة ولكنها تستغرق وقتا أكثر من الطريقة السابقة وهي أكثر تكلفة أيضا.
كلتا الطريقتين (الكبس أحادي المحور والكبس عن طريق الضغط بواسطة المائع) تتطلب القيام بعملية حرق للمنتج بعد عملية الكبس للتخلص من الرطوبة. أثناء عملية الحرق تنكمش القطعة المنتجة ويتم تقليص الفراغات بين الجزيئات وزيادة الخواص الميكانيكية. هذه التغييرات تحدث عن طريق تحول جزيئات المسحوق إلى كتلة أكثر كثافة خلال عملية تسمى التلبد. بعد عملية الكبس تصبح معظم جزيئات المسحوق تلامس إحداها الأخرى.
خلال عملية التلبد الأولية يتكون عنق خلال منطقة التلامس الجزيئات المتجاورة ويتكون حد فاصل بين كل مجموعة جزيئات عن الأخرى عند منطقة العنق وكل منطقة فارغة بين الجزيئات تتحول إلى فراغ (مسام). ومع إستمرار عملية التلبد تنكمش هذه الفراغات وتتحو إلى شكل كروي. القوة المؤثرة خلال عملية التلبد يعبر عنها بمقدار التقلص في مساحة سطح الجزيئات حيث أن الطاقة المتولدة عند أسطح الجزيئات أكبر من الطاقة المتولدة عند الحدود الفاصلة بين الجزيئات.
تتم عملية التلبد في درجة حرارة أقل من درجة الانصهار حتى لا يتم تحويل المعدن إلى صورة سائلة وهذا ما لا نريد حدوثة. انتقال الكتلة اللازم لحدوث تلامس الجزيئات مع بعضها يتم الحصول عليه عن طريق التفكك الذري لجزيئات الكتلة وانتقالها إلى منطقة العنق.
في حالة الكبس عند درجات الحرارة العالية يتم كبس المسحوق وعمل معالجة حرارية له في نفس الوقت حيث أن المسحوق يتم كبسه عند درجات حرارة عالية جدا. تستخدم هذه الطريقة مع المواد التي لا تتحول إلى الصورة السائلة إلا عند درجات حرارة عالية جدا والتي ليس لها استخدام عمليا بالإضافة إلى أنه يتم استخدام هذه الحرارة العالية عند الرغبة في الحصول على نمو كبير في الجزيئات. وتعتبر هذه العملية مكلفة جدا لذلك فهي لها بعض القيود فهي مكلفة من ناحية الوقت حيث أن القالب والأسطمبة يجب تسخينهم وتبريدهم خلال كل دورة. بالإضافة إلى أن القالب مكلف في تصنيعة ويعمل لفترة قصيرة.

## تصنيع ومعالجة السيراميك
عند تحديد تطبيقات الخزف يجب الأخد في الاعتبار طريقة التصنيع. العديد من عمليات تشكيل المعادن المختلفة تعتمد على السباكة أو طرق أخرى تتضمن حدوث تغير بلاستيكي للمادة. وبما أن مواد السيراميك لها درجة انصهار عالية نسبيا فلا يمكن إجراء عملية السباكة لها. ولكن في معظم الحالات تكون هشاشة هذه المواد عائقا للتغير. بعض قطع السيراميك يتم تكوينها من البودرة التي بعد ذلك يجب تجفيفها وحرقها في الفرن للتخلص من الطوبة. الأشكال الزجاجية يتم تكوينها عند درجات حرارة عالية من كتل من المائع التي تصبح ذات كثافة عالية عند تبريدها. يتم تشكيل الأسمنت عن طريق وضع عجينة من المائع داخل قوالب حتى تتماسك وتكون جزء واحد عن طريق بعض التفاعلات الكيميائية.